# Золотой треугольник (Оттава)

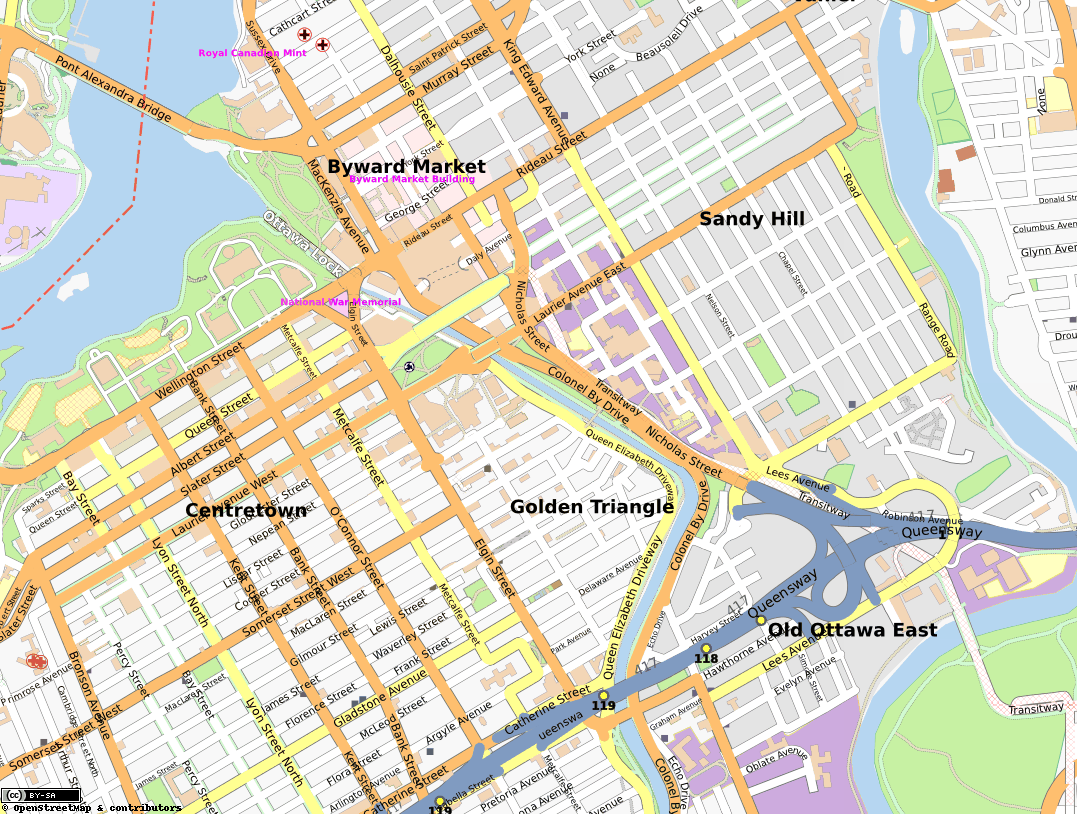
Карта с изображением Золотого Треугольника

Золотой Треугольник — участок в составе квартала Сентертаун в центральной части Оттавы, Онтарио, Канада. Границами являются Элгин-стрит на западе и на канал Ридо на востоке. Ратуша Оттавы находится на севере, а полицейский участок на Элгин-стрит — на юге. Согласно переписи населения Канады 2016 года, общая численность населения Золотого треугольника составляла 5778 человек.
Во время строительства канала Ридо на месте нынешнего Золотого треугольника существовал Корктаун — посёлок из домов-времянок.
В настоящее время в Золотом треугольнике преобладают большие односемейные дома, хотя часть этих домов впоследствии была разделена на несколько. Также в районе построено несколько высотных домов-кондоминиумов и небольших многоквартирных домов.
Главная улица района и его западная граница (Элгин-стрит, имеющая неформальное «Sens Mile», то есть миля «Сенаторов», местной хоккейной команды), является домом для бутиков и галерей, в окружении ресторанов, кафе, баров и ночных клубов. Его восточная магистраль, Королева Елизавета, проходит вдоль западного края канала Ридо. По всей длине дороги Королевы Елизаветы проходит многоцелевой маршрут, который является частью системы Capital Pathway .

## Инциденты
Серия взрывов в канализации 29 мая 1929 года, которая началась с территории Золотого треугольника, нанесла ущерб имуществу в центральной и восточной части Оттавы и привела к гибели одного человека.
В 1994 г. хулиган Рубенс Хендерсон, стрелявший из окна своей машины по случайным прохожим, убил 27-летнего Ника Баттерсби из Великобритании, который переехал в Оттаву, чтобы начать работу в местной компании.

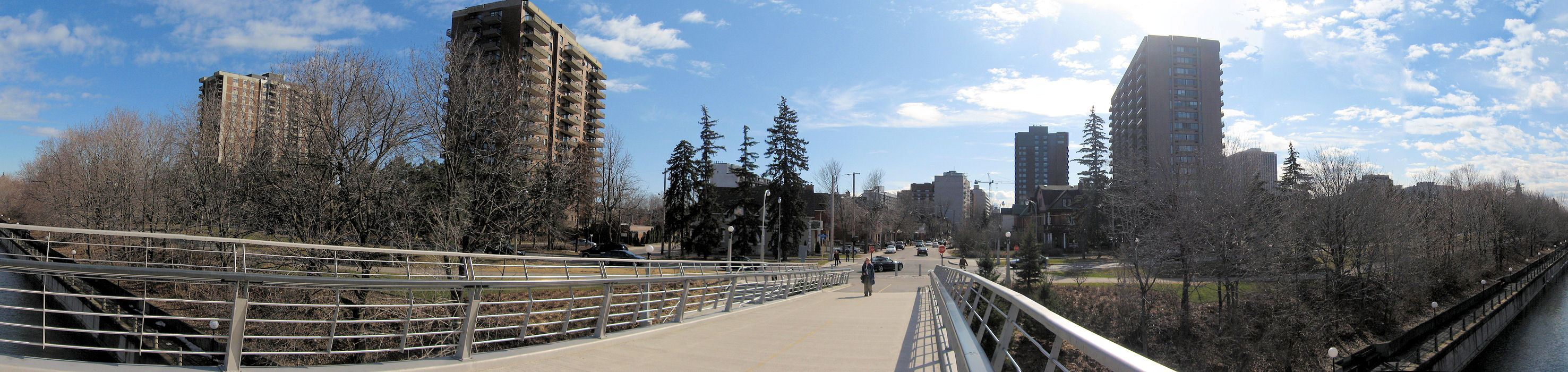
Вид на восточную сторону Золотого треугольника с Корктаунского пешеходного моста